# Jüdischer Friedhof (Stolberg)

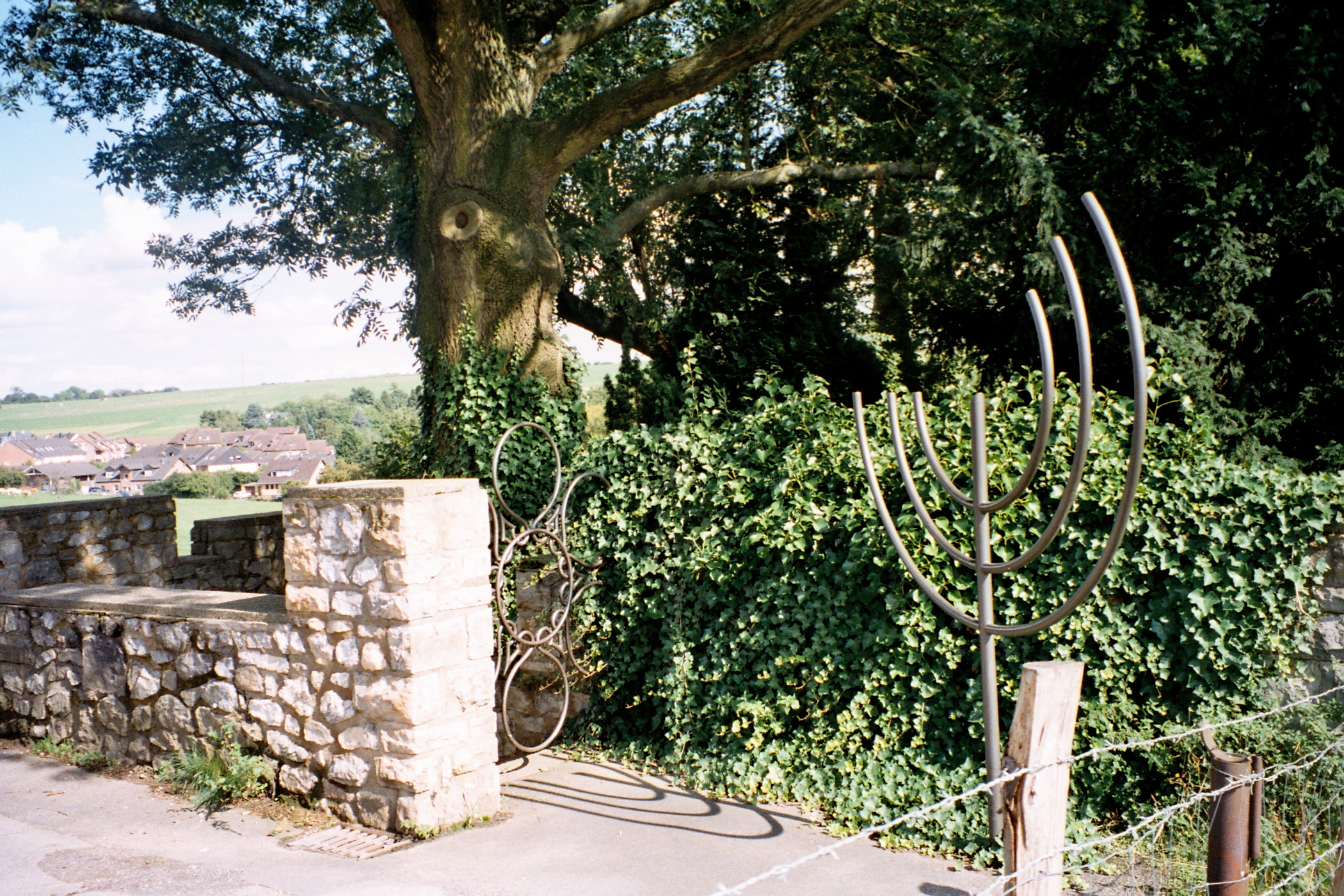
Eingang mit Menora
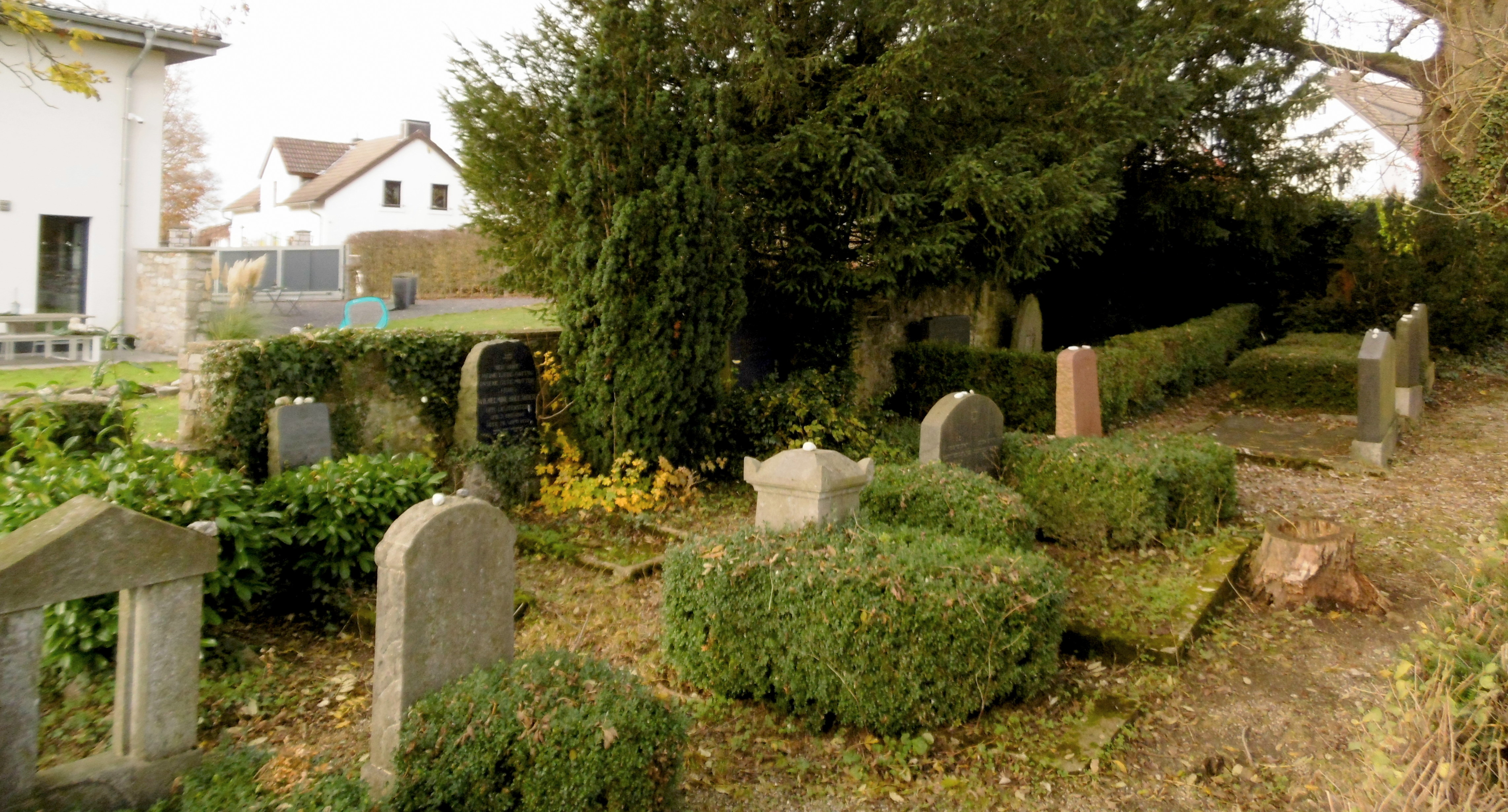
Teilansicht

Der Jüdische Friedhof Stolberg liegt in der Straße Turmblick in der Nähe des „Steinbruchs Gehlen“ in Stolberg in der Städteregion Aachen (Nordrhein-Westfalen).
Die heute 193 m² große Begräbnisstätte für die kleine jüdische Gemeinde Stolbergs, die seit dem 17. Jahrhundert nachweisbar ist, wurde zwischen 1860 und 1959 belegt. Sie wurde 1976 von der Stadtverwaltung mit einer Einfriedungsmauer aus Bruchsteinen umgeben und wieder hergerichtet. Auf dem Gelände stehen Weiden und weitere zahlreiche Bäume und Sträucher. Heute sind noch 20 Grabsteine (Mazewot) vorhanden. Den heutigen Eingang – der frühere befand sich in der Südmauer – ziert die Eisenskulptur „Menora“, entworfen von Matthias Peters und aufgestellt im Jahr 2000.
Begraben ist dort unter anderen der jüdische Textilhändler Berthold Wolff, der den Naziterror in einem Versteck in Belgien überlebte.